# 가타즈촌
가타즈촌(潟津村)은 이시카와현 이시카와군에 존재했던 촌이다. 현재의 가나자와시에 해당한다.

## 역사
- 1889년 4월 1일 - 정촌제 시행에 의해 4개 촌의 구역을 가지고 가타즈촌이 성립하였다.
- 1935년 12월 16일 - 가타즈촌. 아와가사키촌. 요네마루촌. 구라쓰키촌, 오노정이 가나자와시에 편입되었다.

## 교통

### 철도
(본 촌의 폐지 시점 기준)
- 아사노가와 전기철도